# Брочеро, Хосе Габриэль
Святой Хосе́ Габриэ́ль дель Роса́рио Броче́ро (исп. José Gabriel del Rosario Brochero, 16 марта 1840, Санта-Роса-де-Рио-Примеро, Кордова — 26 января 1914, Вилья-Кура-Брочеро, Кордова) — католический священник-доминиканец, почти всю жизнь страдавший проказой. Известен обширной работой с бедными и больными. Его прозвали «священник-гаучо» и «священник-ковбой».

## Биография
Родился 16 марта 1840 года в Санта-Роса-де-Рио-Примеро. Четвёртый из десяти детей Игнасио Брочеро и Петроны Давилы; его две сестры обе стали монахинями. Весной 1856 года поступил в семинарию колледжа Богоматери Лорето, и во время учёбы он встретил будущего президента Мигеля Хуареса Сельмана.

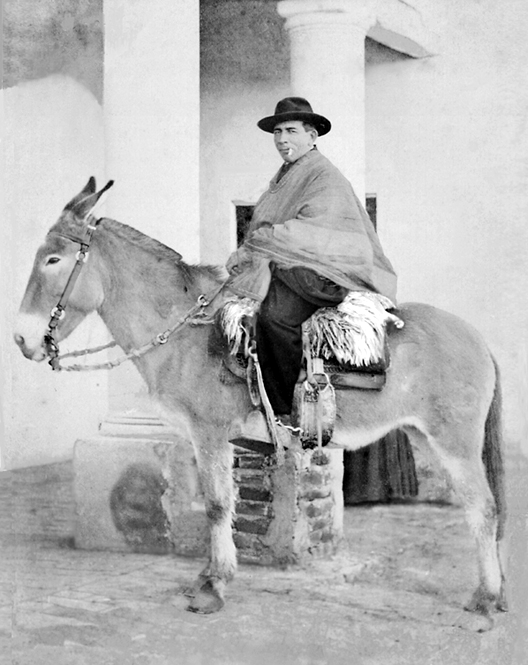
Брочеро верхом на своём муле, 1870—1880 гг.

Принял постриг 16 июля 1862 года; в мае 1866 года стал субдиаконом, и уже в сентябре того же года — диаконом. В 1866 году вступил в третий орден доминиканцев. Рукоположен в сан священника в епархии Кордовы 4 ноября 1866 года в возрасте 26 лет. Позже был назначен префектом семинарии и 12 ноября 1869 года получил степень магистра философии.
В 1875 году открыл приют, а в 1880 году основал школу для девочек. По его запросам к властям были организованы почтовые отделения и телеграфные посты; он также спланировал железнодорожный путь через долину Трасласиерра, который соединил Вилью-Долорес и Сото. Всю свою энергию Брочеро направлял на помощь нуждающимся.
Путешествовал по Аргентине верхом на муле, одетый в сомбреро и пончо. Во время поездок для встречи с прихожанами Брочеро брал с собой образ Пресвятой Богородицы, набор для мессы и молитвенник. Ухаживал за больными во время эпидемии холеры 1867 года и заразился проказой во время своих путешествий, выпив мате вместе с несколькими больными.
Был назначен каноником собора Кордовы в апреле 1898 года, но оставил пост уже в конце мая того же года. В августе 1902 года назначен пастором в Вилья-дель-Трансито; ушёл в отставку в феврале 1908 года, вернулся домой и жил со своими сёстрами.
К концу жизни Брочеро ослеп и оглох. Умер 26 января 1914 года, его последними словами были: «Теперь у меня всё готово к путешествию».

## Почитание

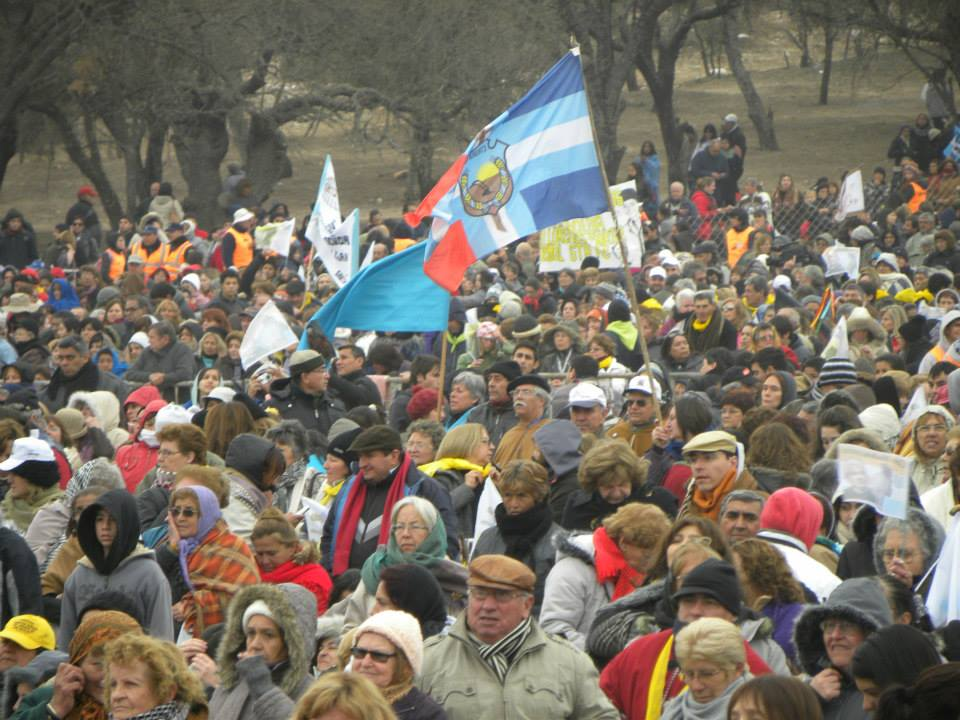
Верующие на беатификации Брочеры в 2013 году.

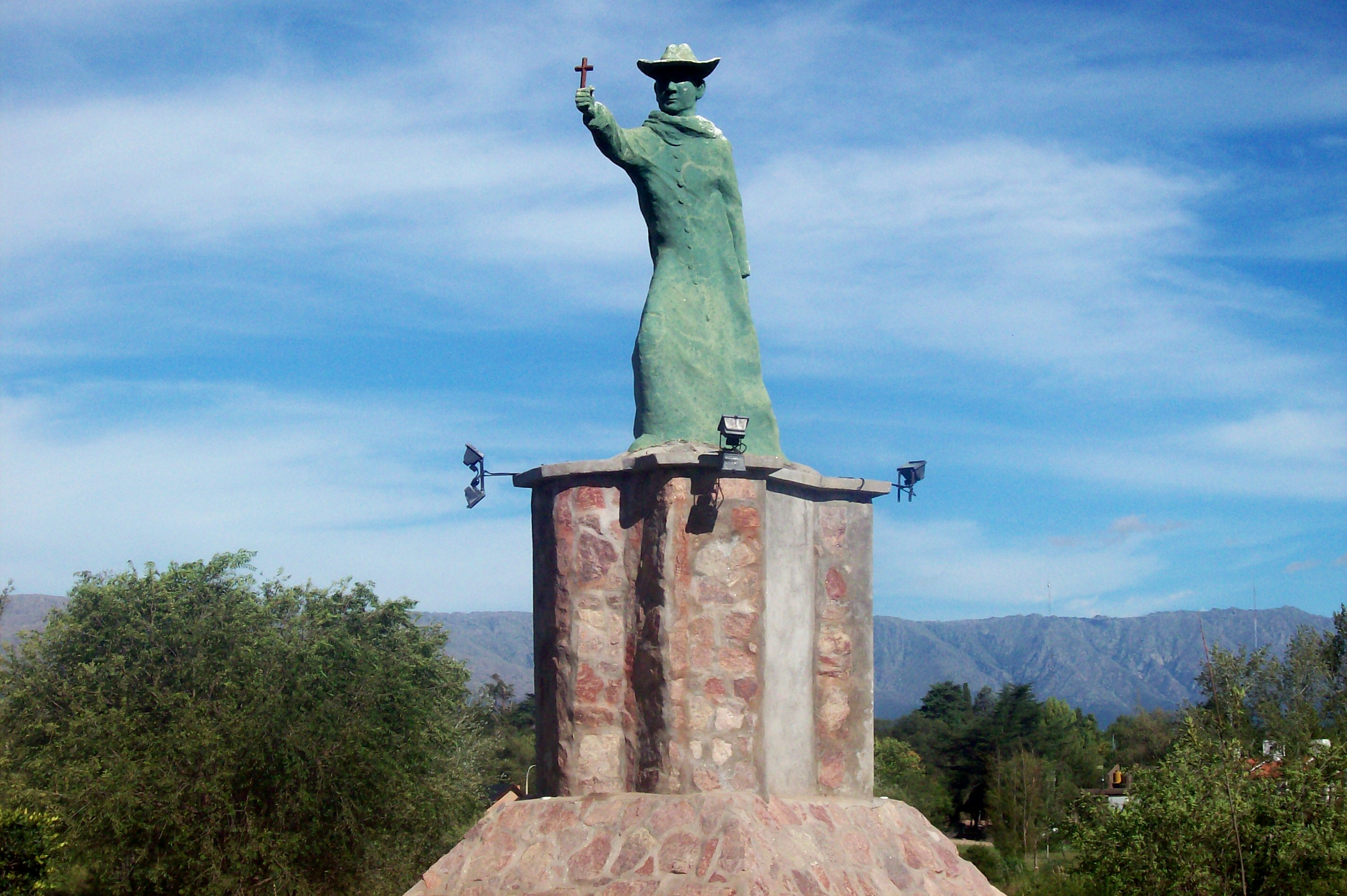
Памятник Брочере в Вилья-Кура-Брочеро.

В 1916 году губернатор Рамон Хосе Каркано переименовал Вилью-дель-Трансито, где Брочеро служил пастором, в Вилья-Кура-Брочеро в ознаменование второй годовщины со дня смерти священника.
Процесс канонизации Брочеро начался в 17 марта 1967 года, когда при папе Павле VI его провозгласили слугой Божьим. Почти через сорок лет, 19 апреля 2004 года, папа Иоанн Павел II объявил его досточтимым, признав его героические заслуги. 14 сентября 2013 года кардинал Анджело Амата беатифицировал Брочеро в Вилья-Кура-Брочеро от имени папы Франциска. И наконец, папа Франциск причислил его к лику святых на мессе 16 октября 2016 года.
День памяти — 16 марта (с момента беатификации в 2013 году по решению папы Франциска). Раньше литургию служили 26 января.